# Sint-Amanduskerk (Oostrozebeke)
De Sint-Amanduskerk is een kerk in het centrum van het Belgische dorp Oostrozebeke. Het is de kerk van de parochie van Sint-Amandus in Oostrozebeke-centrum.

## Geschiedenis
Rond 640 werd een gebedshuis gebouwd in het huidige centrum van Oostrozebeke. De Franse geloofszendeling Amandus (594-676) zou hiervoor de opdracht hebben gegeven. Ook de monniken uit Ingelmunster (uit Anglo-monasterium: klooster van de Engelsen) worden gezien als mogelijke opdrachtgevers. Het ging nog niet om een echte kerk, maar een ruimte waar men samenkwam om te bidden.
Over de Middeleeuwen is er weinig informatie bekend. Maar de kerk onderging gedurende deze tijd heel wat verbouwingen.
Gedurende het vijftigjarige oproer van de Gentenaars tegen de hertog van Bourgondië, Filips de Goede en de graaf van Vlaanderen, werd de kerk door de Gentenaars verwoest. Dit was in het jaar 1450.

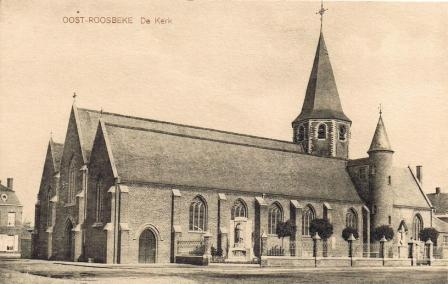
Buitenkant vóór brand 1935

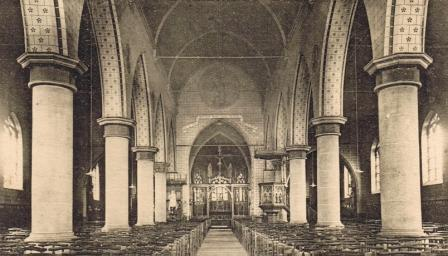
Binnenkant vóór brand van 1935

In de Geuzentijd verwoestten de Geuzen de kerk opnieuw. Dit gebeurde in het jaar 1584. De kerk werd hersteld op kosten van de abdij van Ename. Deze abdij bezat hier het patronaat van de pastorie. De kerk was voorzien van een houten communiebank. In 1821 werd deze vervangen door een nieuwe van ijzer. In deze 19de eeuw werd de kerk uitgelengd. De kerk was redelijk klein in verhouding tot de bevolking. Dit kwam vooral door de moerpilaren die de toren droegen.
Op 7 april 1935 brandde de kerk af. Het onheil begon 's ochtends om 4u14 in de toren. Het vuur breidde zich bliksemsnel tot het houten dak uit. Het dak vertoonde een vuurzee van vlammen. Binnen brandde de kerk helemaal uit en ook het dak en het bovenste deel van de toren verdwenen.
Men trachtte te redden wat er te redden viel: de sacristie bleef van de vlammen gespaard. De preekstoel, een werk van Alfons Vanoverbeke, en de biechtstoelen werden ook gered. De beelden en de altaartafels waren niet beschadigd.

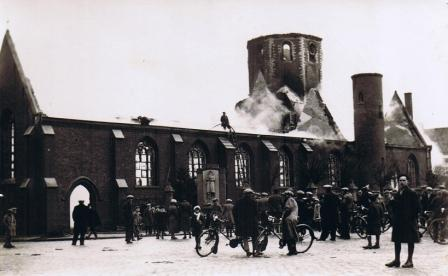
Verwoeste kerk
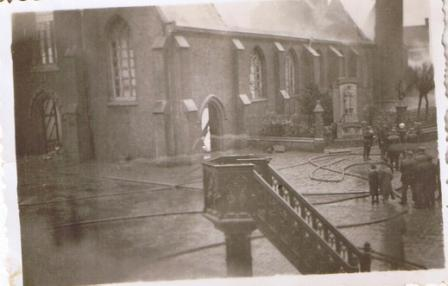
De geredde preekstoel
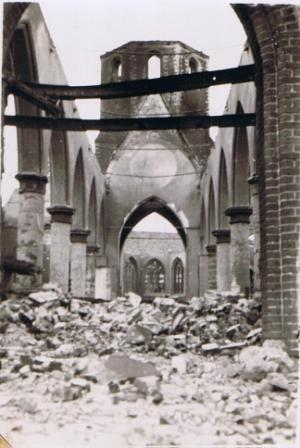
Binnenkant ná de brand
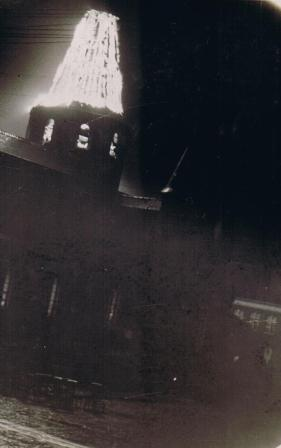
Brandende kerk

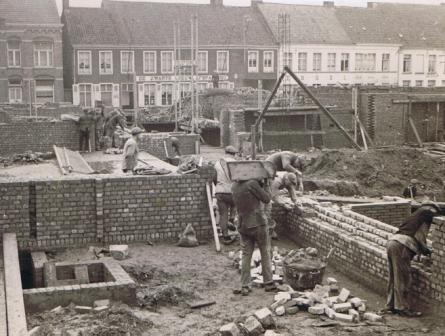
Heropbouw

Op 9 februari 1936 werd de eerste steen gelegd van de nieuwe kerk. De pastoor van die tijd, E.H. Pieter Deraedt, begon al vlug met de heropbouw ervan. Architect was Van Coillie uit Roeselare en de ondernemer was Lannoo uit Marke. Op 22 oktober werd de nieuwe kerk ingewijd door de bisschop, Monseigneur Henricus Lamiroy.
In 1940 brak echter de Tweede Wereldoorlog uit, waarbij Ook Oostrozebeke werd getroffen. In mei 1940 schoten de Duitsers de toren kapot. Opnieuw waren de toren en het dak helemaal verwoest. Ook de binnenkant van de kerk leed schade. De kerk moest opnieuw worden heropgebouwd.

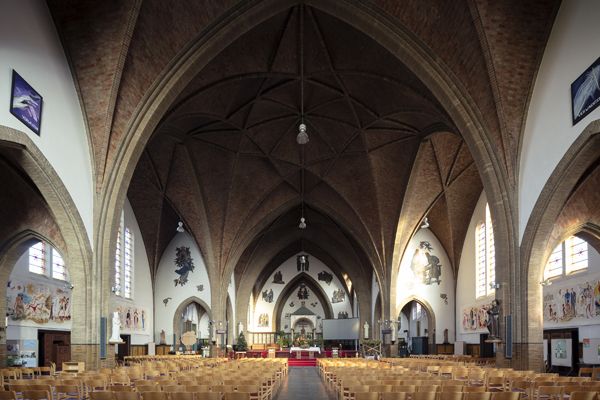
Interieur (2024)
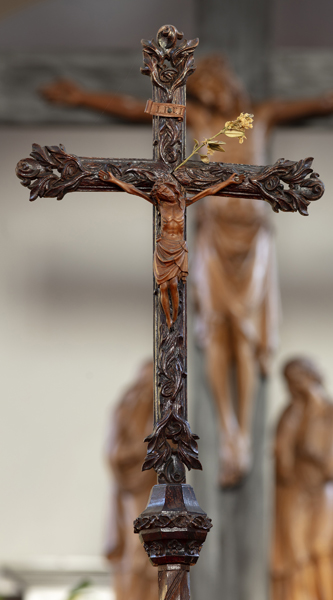
Crucifix
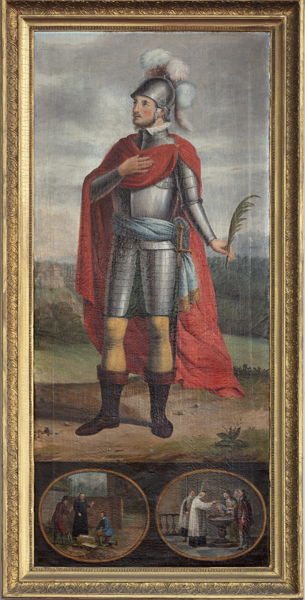
H. Gandolphus
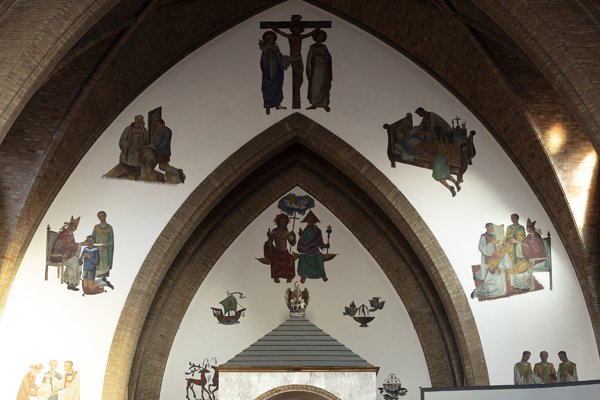
Binnenzicht